# 白雪 (モデル)
白雪（しらゆき、1986年9月29日 - ）は、日本の女性モデル。

## 来歴
1998年にK-POPの多国籍ユニット「CIRCLE」を結成し、シングル「Sweetest Love」でデビューしたが、2000年に解散。その後はモデル、タレント業に転身し、2001年には映画「Star Light」に小池こず絵役で出演。2005年には北都銀行のCMにも出演した。2005年、2006年と2年連続で、雑誌『PINKY』のプリンセスPINKYオーディションの最終候補者となるが、入賞はならなかった。
2006年11月、元サッカー選手の中田英寿との交際・タヒチ旅行が写真週刊誌「フライデー」2006年11月24日号に報じられる。同年11月15日に行われた東京コール・プロジェクトの記念イベントでその事を記者に聞かれると友達関係にある事を強調し、恋仲を否定した。
2014年12月22日、自身のブログで無期限活動休止を発表。年内で所属事務所FRONTを退社し、公式ブログも閉鎖。2018年にモデル復帰し現在は株式会社バークインスタイル（BARK IN STYLE.,LTD)に所属。。2022年からアメリカでのモデル活動を開始。

## 出演

### CM
- 北都銀行（2005年）
- 三菱 自動車 i (アイ) (2006年)
- タケダ アリナミンR-off(2015年)
- セブン&アイHODGS. イトーヨーカ堂 「BODY HEATER」(2015年)
- 花王 ビオレ  新「うるさら」 ボディケアシート（2015年）

### テレビ
- TOMY
- MTM（RKB）
- 九州青春銀行 （RKB）
- MusiG（ytv）
- 音エモン（KTV）
- モザイク（メーテレ）
- 眠れぬ街のアプリンス（NTV）

### テレビドラマ
- 水曜プレミア江戸前鮨職人きららの仕事（2005年5月25日、TBS）
- 夜王（2006年3月、TBS）第11話ゲスト出演

### 映画
- スターライト（2001年、監督：金澤克次）小池こず絵 役
- 育子からの手紙（2010年、監督：村橋明朗）村井美保 役
- ハンドメイドエンジェル（2010年、監督：祭文太郎）上寺瑠璃 役

### 舞台
- GOOD MAN(2009年4月22日～29日、演出：宇治川まさなり）春日響子 役
- 飛行機雲2009 流れる雲よ～DJから特攻隊へ愛を込めて～(2009年9月5日～10日、演出：伊勢直弘）ZERO-2 井出智恵子 役
- ちはやぶる神の国～異聞・本能寺の変～(2010年6月2日～6日、演出：宇治川まさなり）織田市 役

### ラジオ
- FRIDAY DANCE TRAX（ZIP-FM）

### WEB・カタログ・ポスター
- キヤノン「デジタルカメラ」
- NTTドコモ「おさいふケータイ」
- 資生堂「ヘアマニキュア」
- SUZUKI「ALTO」 (2014年)

### CD
CIRCLE
- Sweetest Love（1998年9月19日）
- 卒業（1998年）
- magic eyes（2000年）

東京コール・プロジェクト（林田健司・白雪・ユイ）
- 愛の東京コール（2006年11月15日）
- 愛の全国コール（2007年4月11日）